# Major League Soccer 2013
Navigation
Édition précédente Édition suivante
La Major League Soccer 2013 est la 18e saison de la Major League Soccer, le championnat professionnel de soccer d'Amérique du Nord.
Quatre places qualificatives pour la Ligue des champions de la CONCACAF 2014-2015 sont attribuées au vainqueur du Supporters' Shield, à l'autre vainqueur d’association, au vainqueur de la MLS Cup et au vainqueur de la Lamar Hunt US Open Cup.
La saison régulière débute le 2 mars et se termine le 27 octobre. Les séries éliminatoires ont eu lieu dans la foulée.

## Les 19 franchises participantes

### Carte
| Fire de Chicago Chivas USA Rapids du · Colorado Crew de · Columbus D.C. United FC Dallas Wizards de · Kansas City Dynamo de Houston Galaxy de Los Angeles Revolution de la · Nouvelle-Angleterre Red Bulls de New York Earthquakes · de San José Real Salt Lake Toronto FC Sounders FC de Seattle Union de Philadelphie Timbers de Portland Whitecaps de Vancouver Impact de Montréal |

| Association de l'Ouest - Chivas USA - Rapids du Colorado - FC Dallas - Galaxy de Los Angeles - Timbers de Portland - Real Salt Lake - Earthquakes de San José - Sounders FC de Seattle - Whitecaps de Vancouver | Association de l'Est - Fire de Chicago - Crew de Columbus - D.C. United - Dynamo de Houston - Sporting de Kansas City - Impact de Montréal - Revolution de la Nouvelle-Angleterre - Red Bulls de New York - Union de Philadelphie - Toronto FC |

### Stades
| Fire de Chicago   | Chivas USA            | Rapids du Colorado         | Crew de Columbus      | D.C. United       |
| ----------------- | --------------------- | -------------------------- | --------------------- | ----------------- |
| Toyota Park       | The Home Depot Center | Dick's Sporting Goods Park | Columbus Crew Stadium | RFK Stadium       |
| Capacité : 20 000 | Capacité : 27 000     | Capacité : 19 680          | Capacité : 20 455     | Capacité : 45 596 |
|                   |                       |                            |                       |                   |

| FC Dallas         | Dynamo de Houston    | Galaxy de Los Angeles | Impact de Montréal | Revolution de la Nouvelle-Angleterre |
| ----------------- | -------------------- | --------------------- | ------------------ | ------------------------------------ |
| FC Dallas Stadium | BBVA Compass Stadium | The Home Depot Center | Stade Saputo       | Gillette Stadium                     |
| Capacité : 21 193 | Capacité : 22 000    | Capacité : 27 000     | Capacité : 20 341  | Capacité : 68 000                    |
|                   |                      |                       |                    |                                      |

| Red Bulls de New York | Union de Philadelphie | Timbers de Portland | Real Salt Lake    | Earthquakes de San José |
| --------------------- | --------------------- | ------------------- | ----------------- | ----------------------- |
| Red Bull Arena        | PPL Park              | Jeld-Wen Field      | Rio Tinto Stadium | Buck Shaw Stadium       |
| Capacité : 25 189     | Capacité : 18 500     | Capacité : 20 323   | Capacité : 20 008 | Capacité : 10 300       |
|                       |                       |                     |                   |                         |

| Sounders FC de Seattle | Sporting de Kansas City | Toronto FC        | Whitecaps de Vancouver |
| ---------------------- | ----------------------- | ----------------- | ---------------------- |
| CenturyLink Field      | Sporting Park           | BMO Field         | BC Place               |
| Capacité : 67 000      | Capacité : 18 467       | Capacité : 23 000 | Capacité : 21 000      |
|                        |                         |                   |                        |

### Entraîneurs et capitaines
Durant l'intersaison, Robin Fraser est licencié du Chivas USA et est remplacé par José Luis Sánchez Solá. Jesse Marsch part à l’amiable de l'Impact de Montréal, Marco Schällibaum arrive à  sa place. Hans Backe n'est pas prolongé aux Red Bulls de New York et Mike Petke le remplace. Caleb Porter arrive aux Timbers de Portland à la place de l'intérimaire Gavin Wilkinson. Paul Mariner est lui remplacé par Ryan Nelsen au Toronto FC.
| Équipe                               | Entraîneur                                         | Capitaine                      |
| ------------------------------------ | -------------------------------------------------- | ------------------------------ |
| Fire de Chicago                      | Frank Klopas                                       | Logan Pause                    |
| Chivas USA                           | José Luis Sánchez Solá José Luis Real (30/05/2013) | Dan Kennedy                    |
| Rapids du Colorado                   | Óscar Pareja                                       | Pablo Mastroeni Drew Moor      |
| Crew de Columbus                     | Robert Warzycha Brian Bliss (02/09/2013, intérim)  | Chad Marshall Federico Higuain |
| D.C. United                          | Ben Olsen                                          | Dwayne De Rosario              |
| FC Dallas                            | Schellas Hyndman                                   | David Ferreira                 |
| Dynamo de Houston                    | Dominic Kinnear                                    | Brad Davis                     |
| Galaxy de Los Angeles                | Bruce Arena                                        | Robbie Keane                   |
| Impact de Montréal                   | Marco Schällibaum                                  | Davy Arnaud                    |
| Revolution de la Nouvelle-Angleterre | Jay Heaps                                          | Clyde Simms José Gonçalves     |
| Red Bulls de New York                | Gary McAllister                                    | Thierry Henry                  |
| Union de Philadelphie                | John Hackworth                                     | Brian Carroll                  |
| Timbers de Portland                  | Caleb Porter                                       | Jack Jewsbury Will Johnson     |
| Real Salt Lake                       | Jason Kreis                                        | Kyle Beckerman                 |
| Earthquakes de San José              | Frank Yallop Mark Watson (07/06/2013)              | Ramiro Corrales                |
| Sounders de Seattle                  | Sigi Schmid                                        | Mauro Rosales                  |
| Sporting de Kansas City              | Peter Vermes                                       | Jimmy Nielsen                  |
| Toronto FC                           | Ryan Nelsen                                        | Darren O'Dea Steven Caldwell   |
| Whitecaps de Vancouver               | Martin Rennie (en)                                 | Nigel Reo-Coker Jay DeMerit    |

## Format de la compétition
- Les 19 équipes sont réparties en 2 associations : Association de l'Ouest (9 équipes) et l'Association de l'Est (10 équipes).
- Toutes les équipes disputent 34 rencontres dans un format non balancé plaçant une plus grande importance aux matchs entre les équipes d'une même Association[12]. Il est à noter que les rencontres uniques sont inversées par rapport à l'année dernière. Ainsi, par exemple Chicago qui avait reçu Dallas se déplace cette année dans le Texas. Les rencontres se répartissent comme suit :
  - Association de l'Ouest :
    - 3 matchs (deux à domicile et un à l'extérieur) contre quatre équipes de son association
    - 3 matchs (un à domicile et deux à l'extérieur) contre quatre équipes de son association
    - 1 match à domicile contre cinq équipes de l'association de l'Est
    - 1 match à l'extérieur contre cinq équipes de l'association de l'Est

  - Association de l'Est :
    - 3 matchs (deux à domicile et un à l'extérieur) contre trois ou quatre équipes de son association
    - 3 matchs (un à domicile et deux à l'extérieur) contre quatre ou trois équipes de son association
    - 2 matchs (un à domicile et un à l'extérieur) contre deux équipes de son association
    - 1 match à domicile contre cinq ou quatre équipes de l'association de l'Ouest
    - 1 match à l'extérieur contre quatre ou cinq équipes de l'association de l'Ouest
- Les 3 meilleures équipes de chaque association sont qualifiées pour les demi-finales d'associations. Les équipes finissant au 4e et au 5e rang dans chaque association s'affrontent dans un match éliminatoire. L'équipe gagnante affrontera en demi-finales d'association, le premier de son association.
- En cas d'égalité, les critères suivants départagent les équipes :

1. Nombre de victoires
2. Nombre de buts marqués
3. Différence de buts générale
4. Classement du fair-play
5. Nombre de buts marqués à l'extérieur
6. Différence de buts à l'extérieur
7. Tirage à la pièce

## Saison régulière

### Classements des conférences Ouest et Est
Les équipes en gras sont qualifiées pour les séries éliminatoires.
| Rang | Équipe                  | Pts | J  | G  | N  | P  | Bp | Bc | Diff |
| ---- | ----------------------- | --- | -- | -- | -- | -- | -- | -- | ---- |
| 1    | Timbers de Portland     | 57  | 34 | 14 | 15 | 5  | 54 | 33 | +21  |
| 2    | Real Salt Lake          | 56  | 34 | 16 | 8  | 10 | 57 | 41 | +16  |
| 3    | Galaxy de Los Angeles T | 53  | 34 | 15 | 8  | 11 | 53 | 38 | +15  |
| 4    | Sounders FC de Seattle  | 52  | 34 | 15 | 7  | 12 | 42 | 42 | 0    |
| 5    | Rapids du Colorado      | 51  | 34 | 14 | 9  | 11 | 45 | 38 | +7   |
| 6    | Earthquakes de San José | 51  | 34 | 14 | 9  | 11 | 35 | 42 | -7   |
| 7    | Whitecaps de Vancouver  | 48  | 34 | 13 | 9  | 12 | 53 | 45 | +8   |
| 8    | FC Dallas               | 44  | 34 | 11 | 11 | 12 | 48 | 52 | -4   |
| 9    | Chivas USA              | 26  | 34 | 6  | 8  | 20 | 30 | 67 | -37  |

| Rang | Équipe                               | Pts | J  | G  | N  | P  | Bp | Bc | Diff |
| ---- | ------------------------------------ | --- | -- | -- | -- | -- | -- | -- | ---- |
| 1    | Red Bulls de New York                | 59  | 34 | 17 | 8  | 9  | 58 | 41 | +17  |
| 2    | Sporting de Kansas City              | 58  | 34 | 17 | 7  | 10 | 47 | 30 | +17  |
| 3    | Revolution de la Nouvelle-Angleterre | 51  | 34 | 14 | 9  | 11 | 49 | 38 | +11  |
| 4    | Dynamo de Houston                    | 51  | 34 | 14 | 9  | 11 | 41 | 41 | 0    |
| 5    | Impact de Montréal                   | 49  | 34 | 14 | 7  | 13 | 50 | 49 | +1   |
| 6    | Fire de Chicago                      | 49  | 34 | 14 | 7  | 13 | 47 | 52 | -5   |
| 7    | Union de Philadelphie                | 46  | 34 | 12 | 10 | 12 | 42 | 44 | -2   |
| 8    | Crew de Columbus                     | 41  | 34 | 12 | 5  | 17 | 42 | 46 | -4   |
| 9    | Toronto FC                           | 29  | 34 | 6  | 11 | 17 | 30 | 47 | -17  |
| 10   | D.C. United C                        | 16  | 34 | 3  | 7  | 24 | 22 | 59 | -37  |

- MLS Supporters' Shield, et qualifications automatiques pour les séries éliminatoires et la Ligue des champions de la CONCACAF 2014-2015
- Franchise directement qualifiée pour les séries éliminatoires et la Ligue des champions de la CONCACAF 2014-2015
- Franchise directement qualifiée pour les séries éliminatoires
- Franchise qualifiée pour les barrages

T : Tenant du titre

C : Vainqueur de la Lamar Hunt US Open Cup 2013 et qualification pour la Ligue des champions de la CONCACAF 2014-2015

### Résultats
Source : mlssoccer.com

#### Matchs inter-conférences
| Résultats (▼dom., ►ext.)                                   | CHIC | CHIV | COLO | COLU | UDC | DAL | HOU | LA  | MON | N.-A. | NY  | PHI | POR | RSL | SJ  | SEA | SPO | TOR | VAN |
| Fire de Chicago                                            |      | 1-4  | 2-1  |      |     |     |     |     |     |       |     |     | 2-2 |     | 3-2 |     |     |     |     |
| C.D. Chivas USA                                            |      |      |      | 0-3  | 1-0 |     |     |     |     | 1-1   | 3-2 |     |     |     |     |     |     | 1-0 |     |
| Rapids du Colorado                                         |      |      |      |      | 0-0 |     |     |     |     | 2-1   | 2-0 | 1-2 |     |     |     |     |     | 1-0 |     |
| Crew de Columbus                                           |      |      | 0-2  |      |     |     |     |     |     |       |     |     | 1-0 |     | 1-1 | 0-1 |     |     |     |
| D.C. United                                                |      |      |      |      |     |     |     | 2-2 |     |       |     |     | 0-2 | 1-0 | 1-0 |     |     |     | 0-1 |
| FC Dallas                                                  | 2-3  |      |      | 2-4  | 2-1 |     | 3-2 |     |     |       |     |     |     |     |     |     | 2-2 |     |     |
| Dynamo de Houston                                          |      | 5-1  | 1-1  |      |     |     |     |     |     |       |     |     |     |     | 2-0 | 3-1 |     |     | 2-1 |
| Galaxy de Los Angeles                                      | 4-0  |      |      | 2-1  |     |     | 0-1 |     | 1-0 |       |     |     |     |     |     |     | 2-0 |     |     |
| Impact de Montréal                                         |      | 1-1  | 3-4  |      |     | 0-0 |     |     |     |       |     |     |     | 3-2 |     |     |     |     | 0-3 |
| Revolution de la Nouvelle-Angleterre                       |      |      |      |      |     | 0-1 |     | 5-0 |     |       |     |     |     | 1-2 | 2-0 |     |     |     |     |
| Red Bulls de New York                                      |      |      |      |      |     | 1-0 |     | 1-0 |     |       |     |     |     | 4-3 |     |     |     |     | 1-2 |
| Union de Philadelphie                                      |      | 3-1  |      |      |     | 2-2 |     | 1-4 |     |       |     |     | 0-0 |     |     | 2-2 |     |     |     |
| Timbers de Portland                                        |      |      |      |      |     |     | 2-0 |     | 1-2 | 0-0   | 3-3 |     |     |     |     |     |     | 4-0 |     |
| Real Salt Lake                                             | 1-1  |      |      | 4-0  |     |     | 1-0 |     |     |       |     | 2-2 |     |     |     |     | 1-2 |     |     |
| Earthquakes de San José                                    |      |      |      |      |     |     |     |     | 2-2 |       | 2-1 | 1-0 |     |     |     |     | 1-0 | 2-1 |     |
| Sounders FC de Seattle                                     | 2-1  |      |      |      | 2-0 |     |     |     | 0-1 | 0-0   | 1-1 |     |     |     |     |     |     |     |     |
| Sporting de Kansas City                                    |      | 4-0  | 2-1  |      |     |     |     |     |     |       |     |     | 2-3 |     |     | 0-1 |     |     | 1-1 |
| Toronto FC                                                 |      |      |      |      |     | 2-2 |     | 2-2 |     |       |     |     |     | 0-1 |     | 1-2 |     |     |     |
| Whitecaps de Vancouver                                     | 3-1  |      |      | 2-1  |     |     |     |     |     | 4-3   |     | 0-1 |     |     |     |     |     | 1-0 |     |
| - Victoire à domicile - Match nul - Victoire à l'extérieur |      |      |      |      |     |     |     |     |     |       |     |     |     |     |     |     |     |     |     |

#### Matchs intra-conférences

##### Conférence de l'Ouest
| Résultats (▼dom., ►ext.)                                   | CHIV | COLO | DAL | LA  | POR | RSL | SJ  | SEA | VAN | CHIV | COLO | DAL | LA  | POR | RSL | SJ  | SEA | VAN |
| C.D. Chivas USA                                            |      | 0-1  | 3-1 | 0-1 | 1-1 | 1-4 | 2-2 | 0-2 | 2-1 |      | 1-1  | 1-3 |     | 0-5 |     | 0-1 |     |     |
| Rapids du Colorado                                         | 2-0  |      | 2-2 | 2-0 | 2-2 | 1-0 | 1-2 | 0-1 | 2-0 |      |      | 2-1 |     |     | 2-2 |     | 5-1 | 3-2 |
| FC Dallas                                                  | 0-0  | 1-0  |     | 1-0 | 1-1 | 2-0 | 1-0 | 2-0 | 2-0 |      |      |     | 3-3 |     | 0-3 | 2-2 |     | 3-1 |
| Galaxy de Los Angeles                                      | 1-1  | 1-0  | 2-0 |     | 0-0 | 4-2 | 3-0 | 4-0 | 2-1 | 5-0  | 0-1  |     |     |     |     | 0-0 | 1-1 |     |
| Timbers de Portland                                        | 3-0  | 3-0  | 1-0 | 2-1 |     | 3-3 | 1-0 | 1-0 | 1-1 |      | 1-0  | 2-1 | 1-0 |     | 0-0 |     |     |     |
| Real Salt Lake                                             | 1-0  | 1-1  | 1-1 | 0-2 | 4-2 |     | 3-0 | 2-1 | 2-0 | 2-1  |      |     | 3-1 |     |     | 1-2 | 2-0 |     |
| Earthquakes de San José                                    | 2-0  | 1-1  | 2-1 | 3-2 | 1-1 | 0-2 |     | 1-0 | 1-1 |      | 1-0  |     |     | 2-1 |     |     | 1-0 | 0-0 |
| Sounders FC de Seattle                                     | 2-1  | 1-1  | 4-2 | 1-1 | 1-1 | 2-0 | 4-0 |     | 1-4 | 1-0  |      | 3-0 |     | 1-0 |     |     |     | 3-2 |
| Whitecaps de Vancouver                                     | 3-1  | 3-0  | 2-2 | 3-1 | 2-2 | 1-1 | 2-0 | 2-0 |     | 2-2  |      |     | 0-1 | 2-2 | 0-1 |     |     |     |
| - Victoire à domicile - Match nul - Victoire à l'extérieur |      |      |     |     |     |     |     |     |     |      |      |     |     |     |     |     |     |     |

##### Conférence de l'Est
| Résultats (▼dom., ►ext.)                                   | CHIC | COLU | UDC | HOU | MON | N.-A. | NY  | PHI | SPO | TOR | CHIC | COLU | UDC | HOU | MON | N.-A. | NY  | PHI | SPO | TOR |
| Fire de Chicago                                            |      | 1-0  | 2-0 | 1-1 | 2-1 | 0-1   | 3-1 | 0-1 | 1-2 | 1-0 |      |      | 4-1 |     | 2-2 | 3-2   |     |     | 1-0 |     |
| Crew de Columbus                                           | 1-2  |      | 3-0 | 1-1 | 2-0 | 0-2   | 0-1 | 1-1 | 0-1 | 2-0 | 3-0  |      |     | 2-0 |     | 0-1   | 2-0 |     |     |     |
| D.C. United                                                | 0-3  | 1-2  |     | 0-4 | 3-1 | 1-2   | 0-2 | 2-3 | 1-1 | 1-2 |      |      |     | 1-2 |     |       |     | 1-1 |     | 1-1 |
| Dynamo de Houston                                          | 2-1  | 3-1  | 2-0 |     | 1-0 | 0-2   | 1-4 | 1-0 | 0-1 | 0-0 | 1-1  |      |     |     |     |       | 0-3 |     | 0-0 |     |
| Impact de Montréal                                         | 2-0  | 1-1  | 2-1 | 2-0 |     | 0-1   | 1-0 | 5-3 | 1-0 | 2-1 |      | 1-2  |     | 5-0 |     |       |     | 2-1 |     |     |
| Revolution de la Nouvelle-Angleterre                       | 2-0  | 3-2  | 0-0 | 1-2 | 2-4 |       | 1-1 | 2-0 | 0-0 | 2-0 |      |      | 2-1 | 1-1 |     |       |     | 5-1 |     | 0-1 |
| Red Bulls de New York                                      | 5-2  | 2-2  | 0-0 | 2-0 | 2-1 | 4-1   |     | 2-1 | 0-1 | 2-0 |      |      | 2-1 |     | 4-0 | 2-2   |     | 0-0 |     |     |
| Union de Philadelphie                                      | 1-0  | 3-0  | 2-0 | 0-1 | 0-0 | 1-0   | 3-0 |     | 1-3 | 1-1 | 1-2  |      |     |     |     |       |     |     | 1-2 | 1-0 |
| Sporting de Kansas City                                    | 0-0  | 3-2  | 1-0 | 1-1 | 2-0 | 3-0   | 2-3 | 0-1 |     | 3-0 |      | 3-0  | 1-0 |     | 1-2 |       |     |     |     |     |
| Toronto FC                                                 | 1-1  | 0-1  | 4-1 | 1-1 | 3-3 | 1-1   | 1-2 | 1-1 | 2-1 |     |      | 2-1  |     |     | 1-0 |       | 0-0 |     | 1-2 |     |
| - Victoire à domicile - Match nul - Victoire à l'extérieur |      |      |     |     |     |       |     |     |     |     |      |      |     |     |     |       |     |     |     |     |

## Séries éliminatoires

### Règlement
Pour les rencontres du premier tour, la quatrième équipe de la conférence de l'Ouest recevra la cinquième de cette même association. Il en est de même pour la conférence de l'Est.
Ce tour se déroule en un seul match, avec prolongations et tirs au but éventuels.
La meilleure équipe de chaque conférence affronte en demi-finale de conférence, l'équipe issue du premier tour de sa conférence, l'autre demi-finale de chaque conférence mettant aux prises les équipes ayant fini deuxième et troisième en phase régulière.
Les demi-finales et finales de conférence se déroulent par match aller-retour, avec match retour chez l'équipe la mieux classée. La règle du but à l'extérieur ne s'applique pas.
En cas d'égalité de buts, une prolongation de deux périodes de 15 minutes a alors lieu.
Si cette égalité persiste, une séance de tirs au but les départagera.
La finale MLS a lieu sur le terrain de la meilleure équipe en phase régulière.
Cette finale se déroule en un seul match, avec prolongations et tirs au but pour départager si nécessaire les équipes.

### Tableau
|  | Premier tour                  | Premier tour                  | Premier tour                            | Premier tour                            |                        |                        | Demi-finales de conférence | Demi-finales de conférence | Demi-finales de conférence | Demi-finales de conférence |  |  | Finales de conférence | Finales de conférence | Finales de conférence | Finales de conférence |  |  | MLS Cup 2013                                | MLS Cup 2013                                | MLS Cup 2013                                | MLS Cup 2013                                |
|  |                               |                               |                                         |                                         |                        |                        |                            |                            |                            |                            |  |  |                       |                       |                       |                       |  |  |                                             |                                             |                                             |                                             |
|  |                               |                               |                                         |                                         |                        |                        | 3 et 6 novembre 2013       | 3 et 6 novembre 2013       | 3 et 6 novembre 2013       | 3 et 6 novembre 2013       |  |  | 9 et 23 novembre 2013 | 9 et 23 novembre 2013 | 9 et 23 novembre 2013 | 9 et 23 novembre 2013 |  |  | 7 décembre 2013, Sporting Park, Kansas City | 7 décembre 2013, Sporting Park, Kansas City | 7 décembre 2013, Sporting Park, Kansas City | 7 décembre 2013, Sporting Park, Kansas City |
|  |                               |                               |                                         |                                         |                        |                        | 3 et 6 novembre 2013       | 3 et 6 novembre 2013       | 3 et 6 novembre 2013       | 3 et 6 novembre 2013       |  |  | 9 et 23 novembre 2013 | 9 et 23 novembre 2013 | 9 et 23 novembre 2013 | 9 et 23 novembre 2013 |  |  | 7 décembre 2013, Sporting Park, Kansas City | 7 décembre 2013, Sporting Park, Kansas City | 7 décembre 2013, Sporting Park, Kansas City | 7 décembre 2013, Sporting Park, Kansas City |
|  |                               |                               |                                         |                                         |                        |                        | 3 et 6 novembre 2013       | 3 et 6 novembre 2013       | 3 et 6 novembre 2013       | 3 et 6 novembre 2013       |  |  | 9 et 23 novembre 2013 | 9 et 23 novembre 2013 | 9 et 23 novembre 2013 | 9 et 23 novembre 2013 |  |  | 7 décembre 2013, Sporting Park, Kansas City | 7 décembre 2013, Sporting Park, Kansas City | 7 décembre 2013, Sporting Park, Kansas City | 7 décembre 2013, Sporting Park, Kansas City |
|  |                               |                               |                                         |                                         |                        |                        | 3 et 6 novembre 2013       | 3 et 6 novembre 2013       | 3 et 6 novembre 2013       | 3 et 6 novembre 2013       |  |  | 9 et 23 novembre 2013 | 9 et 23 novembre 2013 | 9 et 23 novembre 2013 | 9 et 23 novembre 2013 |  |  | 7 décembre 2013, Sporting Park, Kansas City | 7 décembre 2013, Sporting Park, Kansas City | 7 décembre 2013, Sporting Park, Kansas City | 7 décembre 2013, Sporting Park, Kansas City |
|  | E1 Red Bulls de New York      | E1 Red Bulls de New York      | 2                                       | 1                                       |                        |                        |                            |                            |                            |                            |  |  | 9 et 23 novembre 2013 | 9 et 23 novembre 2013 | 9 et 23 novembre 2013 | 9 et 23 novembre 2013 |  |  | 7 décembre 2013, Sporting Park, Kansas City | 7 décembre 2013, Sporting Park, Kansas City | 7 décembre 2013, Sporting Park, Kansas City | 7 décembre 2013, Sporting Park, Kansas City |
|  | E1 Red Bulls de New York      | E1 Red Bulls de New York      | 2                                       | 1                                       | 31 octobre 2013        |                        |                            |                            |                            |                            |  |  | 9 et 23 novembre 2013 | 9 et 23 novembre 2013 | 9 et 23 novembre 2013 | 9 et 23 novembre 2013 |  |  | 7 décembre 2013, Sporting Park, Kansas City | 7 décembre 2013, Sporting Park, Kansas City | 7 décembre 2013, Sporting Park, Kansas City | 7 décembre 2013, Sporting Park, Kansas City |
|  |                               |                               | E4 Dynamo de Houston                    | E4 Dynamo de Houston                    | 2                      | 2 ap                   |                            |                            |                            |                            |  |  | 9 et 23 novembre 2013 | 9 et 23 novembre 2013 | 9 et 23 novembre 2013 | 9 et 23 novembre 2013 |  |  | 7 décembre 2013, Sporting Park, Kansas City | 7 décembre 2013, Sporting Park, Kansas City | 7 décembre 2013, Sporting Park, Kansas City | 7 décembre 2013, Sporting Park, Kansas City |
|  | E4 Dynamo de Houston          | E4 Dynamo de Houston          | E4 Dynamo de Houston                    | E4 Dynamo de Houston                    | 2                      | 2 ap                   | 3                          | 3                          |                            |                            |  |  | 9 et 23 novembre 2013 | 9 et 23 novembre 2013 | 9 et 23 novembre 2013 | 9 et 23 novembre 2013 |  |  | 7 décembre 2013, Sporting Park, Kansas City | 7 décembre 2013, Sporting Park, Kansas City | 7 décembre 2013, Sporting Park, Kansas City | 7 décembre 2013, Sporting Park, Kansas City |
|  | E4 Dynamo de Houston          | E4 Dynamo de Houston          | 2 et 6 novembre 2013                    |                                         |                        |                        | 3                          | 3                          |                            |                            |  |  | 9 et 23 novembre 2013 | 9 et 23 novembre 2013 | 9 et 23 novembre 2013 | 9 et 23 novembre 2013 |  |  | 7 décembre 2013, Sporting Park, Kansas City | 7 décembre 2013, Sporting Park, Kansas City | 7 décembre 2013, Sporting Park, Kansas City | 7 décembre 2013, Sporting Park, Kansas City |
|  | E5 Impact de Montréal         | E5 Impact de Montréal         | 0                                       | 0                                       |                        |                        |                            |                            |                            |                            |  |  | 9 et 23 novembre 2013 | 9 et 23 novembre 2013 | 9 et 23 novembre 2013 | 9 et 23 novembre 2013 |  |  | 7 décembre 2013, Sporting Park, Kansas City | 7 décembre 2013, Sporting Park, Kansas City | 7 décembre 2013, Sporting Park, Kansas City | 7 décembre 2013, Sporting Park, Kansas City |
|  | E5 Impact de Montréal         | E5 Impact de Montréal         | 0                                       | 0                                       | E4 Dynamo de Houston   | E4 Dynamo de Houston   | 0                          | 1                          |                            |                            |  |  |                       |                       |                       |                       |  |  | 7 décembre 2013, Sporting Park, Kansas City | 7 décembre 2013, Sporting Park, Kansas City | 7 décembre 2013, Sporting Park, Kansas City | 7 décembre 2013, Sporting Park, Kansas City |
|  |                               |                               |                                         |                                         | E4 Dynamo de Houston   | E4 Dynamo de Houston   | 0                          | 1                          |                            |                            |  |  |                       |                       |                       |                       |  |  | 7 décembre 2013, Sporting Park, Kansas City | 7 décembre 2013, Sporting Park, Kansas City | 7 décembre 2013, Sporting Park, Kansas City | 7 décembre 2013, Sporting Park, Kansas City |
|  |                               |                               | E2 Sporting de Kansas City              | E2 Sporting de Kansas City              | 0                      | 2                      |                            |                            |                            |                            |  |  |                       |                       |                       |                       |  |  | 7 décembre 2013, Sporting Park, Kansas City | 7 décembre 2013, Sporting Park, Kansas City | 7 décembre 2013, Sporting Park, Kansas City | 7 décembre 2013, Sporting Park, Kansas City |
|  |                               |                               |                                         |                                         | 0                      | 2                      |                            |                            |                            |                            |  |  |                       |                       |                       |                       |  |  | 7 décembre 2013, Sporting Park, Kansas City | 7 décembre 2013, Sporting Park, Kansas City | 7 décembre 2013, Sporting Park, Kansas City | 7 décembre 2013, Sporting Park, Kansas City |
|  |                               | 10 et 24 novembre 2013        |                                         |                                         |                        |                        |                            |                            |                            |                            |  |  |                       |                       |                       |                       |  |  | 7 décembre 2013, Sporting Park, Kansas City | 7 décembre 2013, Sporting Park, Kansas City | 7 décembre 2013, Sporting Park, Kansas City | 7 décembre 2013, Sporting Park, Kansas City |
|  |                               |                               |                                         |                                         |                        |                        |                            |                            |                            |                            |  |  |                       |                       |                       |                       |  |  | 7 décembre 2013, Sporting Park, Kansas City | 7 décembre 2013, Sporting Park, Kansas City | 7 décembre 2013, Sporting Park, Kansas City | 7 décembre 2013, Sporting Park, Kansas City |
|  | E2 Sporting de Kansas City    | E2 Sporting de Kansas City    | 1                                       | 3 ap                                    |                        |                        |                            |                            |                            |                            |  |  |                       |                       |                       |                       |  |  | 7 décembre 2013, Sporting Park, Kansas City | 7 décembre 2013, Sporting Park, Kansas City | 7 décembre 2013, Sporting Park, Kansas City | 7 décembre 2013, Sporting Park, Kansas City |
|  | E2 Sporting de Kansas City    | E2 Sporting de Kansas City    | 1                                       | 3 ap                                    |                        |                        |                            |                            |                            |                            |  |  |                       |                       |                       |                       |  |  | 7 décembre 2013, Sporting Park, Kansas City | 7 décembre 2013, Sporting Park, Kansas City | 7 décembre 2013, Sporting Park, Kansas City | 7 décembre 2013, Sporting Park, Kansas City |
|  |                               |                               | E3 Revolution de la Nouvelle-Angleterre | E3 Revolution de la Nouvelle-Angleterre | 2                      | 1                      |                            |                            |                            |                            |  |  |                       |                       |                       |                       |  |  | 7 décembre 2013, Sporting Park, Kansas City | 7 décembre 2013, Sporting Park, Kansas City | 7 décembre 2013, Sporting Park, Kansas City | 7 décembre 2013, Sporting Park, Kansas City |
|  |                               |                               |                                         |                                         | 2                      | 1                      |                            |                            |                            |                            |  |  |                       |                       |                       |                       |  |  | 7 décembre 2013, Sporting Park, Kansas City | 7 décembre 2013, Sporting Park, Kansas City | 7 décembre 2013, Sporting Park, Kansas City | 7 décembre 2013, Sporting Park, Kansas City |
|  |                               | 2 et 7 novembre 2013          |                                         |                                         |                        |                        |                            |                            |                            |                            |  |  |                       |                       |                       |                       |  |  | 7 décembre 2013, Sporting Park, Kansas City | 7 décembre 2013, Sporting Park, Kansas City | 7 décembre 2013, Sporting Park, Kansas City | 7 décembre 2013, Sporting Park, Kansas City |
|  |                               |                               |                                         |                                         |                        |                        |                            |                            |                            |                            |  |  |                       |                       |                       |                       |  |  | 7 décembre 2013, Sporting Park, Kansas City | 7 décembre 2013, Sporting Park, Kansas City | 7 décembre 2013, Sporting Park, Kansas City | 7 décembre 2013, Sporting Park, Kansas City |
|  | E2 Sporting Kansas City t.a.b | E2 Sporting Kansas City t.a.b | 1 (7)                                   | 1 (7)                                   |                        |                        |                            |                            |                            |                            |  |  |                       |                       |                       |                       |  |  |                                             |                                             |                                             |                                             |
|  | E2 Sporting Kansas City t.a.b | E2 Sporting Kansas City t.a.b | 1 (7)                                   | 1 (7)                                   |                        |                        |                            |                            |                            |                            |  |  |                       |                       |                       |                       |  |  |                                             |                                             |                                             |                                             |
|  |                               |                               | O2 Real Salt Lake                       | O2 Real Salt Lake                       | 1 (6)                  | 1 (6)                  |                            |                            |                            |                            |  |  |                       |                       |                       |                       |  |  |                                             |                                             |                                             |                                             |
|  |                               |                               |                                         |                                         | 1 (6)                  | 1 (6)                  |                            |                            |                            |                            |  |  |                       |                       |                       |                       |  |  |                                             |                                             |                                             |                                             |
|  |                               |                               |                                         |                                         |                        |                        |                            |                            |                            |                            |  |  |                       |                       |                       |                       |  |  |                                             |                                             |                                             |                                             |
|  |                               |                               |                                         |                                         |                        |                        |                            |                            |                            |                            |  |  |                       |                       |                       |                       |  |  |                                             |                                             |                                             |                                             |
|  | O1 Timbers de Portland        | O1 Timbers de Portland        | 2                                       | 3                                       |                        |                        |                            |                            |                            |                            |  |  |                       |                       |                       |                       |  |  |                                             |                                             |                                             |                                             |
|  | O1 Timbers de Portland        | O1 Timbers de Portland        | 2                                       | 3                                       | 30 octobre 2013        |                        |                            |                            |                            |                            |  |  |                       |                       |                       |                       |  |  |                                             |                                             |                                             |                                             |
|  |                               |                               | O4 Seattle Sounders FC                  | O4 Seattle Sounders FC                  | 1                      | 2                      |                            |                            |                            |                            |  |  |                       |                       |                       |                       |  |  |                                             |                                             |                                             |                                             |
|  | O4 Sounders FC de Seattle     | O4 Sounders FC de Seattle     | O4 Seattle Sounders FC                  | O4 Seattle Sounders FC                  | 1                      | 2                      | 2                          | 2                          |                            |                            |  |  |                       |                       |                       |                       |  |  |                                             |                                             |                                             |                                             |
|  | O4 Sounders FC de Seattle     | O4 Sounders FC de Seattle     | 3 et 7 novembre 2013                    |                                         |                        |                        | 2                          | 2                          |                            |                            |  |  |                       |                       |                       |                       |  |  |                                             |                                             |                                             |                                             |
|  | O5 Rapids du Colorado         | O5 Rapids du Colorado         | 0                                       | 0                                       |                        |                        |                            |                            |                            |                            |  |  |                       |                       |                       |                       |  |  |                                             |                                             |                                             |                                             |
|  | O5 Rapids du Colorado         | O5 Rapids du Colorado         | 0                                       | 0                                       | O1 Timbers de Portland | O1 Timbers de Portland | 2                          | 0                          |                            |                            |  |  |                       |                       |                       |                       |  |  |                                             |                                             |                                             |                                             |
|  |                               |                               |                                         |                                         | O1 Timbers de Portland | O1 Timbers de Portland | 2                          | 0                          |                            |                            |  |  |                       |                       |                       |                       |  |  |                                             |                                             |                                             |                                             |
|  |                               |                               | O2 Real Salt Lake                       | O2 Real Salt Lake                       | 4                      | 1                      |                            |                            |                            |                            |  |  |                       |                       |                       |                       |  |  |                                             |                                             |                                             |                                             |
|  |                               |                               |                                         |                                         | 4                      | 1                      |                            |                            |                            |                            |  |  |                       |                       |                       |                       |  |  |                                             |                                             |                                             |                                             |
|  |                               |                               |                                         |                                         |                        |                        |                            |                            |                            |                            |  |  |                       |                       |                       |                       |  |  |                                             |                                             |                                             |                                             |
|  |                               |                               |                                         |                                         |                        |                        |                            |                            |                            |                            |  |  |                       |                       |                       |                       |  |  |                                             |                                             |                                             |                                             |
|  | O2 Real Salt Lake             | O2 Real Salt Lake             | 0                                       | 2 ap                                    |                        |                        |                            |                            |                            |                            |  |  |                       |                       |                       |                       |  |  |                                             |                                             |                                             |                                             |
|  | O2 Real Salt Lake             | O2 Real Salt Lake             | 0                                       | 2 ap                                    |                        |                        |                            |                            |                            |                            |  |  |                       |                       |                       |                       |  |  |                                             |                                             |                                             |                                             |
|  |                               |                               | O3 Galaxy de Los Angeles                | O3 Galaxy de Los Angeles                | 1                      | 0                      |                            |                            |                            |                            |  |  |                       |                       |                       |                       |  |  |                                             |                                             |                                             |                                             |
|  |                               |                               |                                         |                                         | 1                      | 0                      |                            |                            |                            |                            |  |  |                       |                       |                       |                       |  |  |                                             |                                             |                                             |                                             |
|  |                               |                               |                                         |                                         |                        |                        |                            |                            |                            |                            |  |  |                       |                       |                       |                       |  |  |                                             |                                             |                                             |                                             |
|  |                               |                               |                                         |                                         |                        |                        |                            |                            |                            |                            |  |  |                       |                       |                       |                       |  |  |                                             |                                             |                                             |                                             |
|  |                               |                               |                                         |                                         |                        |                        |                            |                            |                            |                            |  |  |                       |                       |                       |                       |  |  |                                             |                                             |                                             |                                             |
|  |                               |                               |                                         |                                         |                        |                        |                            |                            |                            |                            |  |  |                       |                       |                       |                       |  |  |                                             |                                             |                                             |                                             |

### Résultats

#### Premier tour
| 30 octobre 2013 | Sounders FC de Seattle                                               | 2 - 0 | Rapids du Colorado                               |                                                                             |                                                                             |
| 19:30 UTC-7     | Evans 28e · Neagle 78e · Gspurning 85e · Johnson 89e · Johnson 90+3e |       | 23e Thomas · 45+1e Harris · 53e Irwin · 79e Mera | CenturyLink Field, Seattle Spectateurs : 32 204 Arbitrage : Silviu Petrescu | CenturyLink Field, Seattle Spectateurs : 32 204 Arbitrage : Silviu Petrescu |
| 19:30 UTC-7     | Rapport                                                              |       |                                                  | CenturyLink Field, Seattle Spectateurs : 32 204 Arbitrage : Silviu Petrescu | CenturyLink Field, Seattle Spectateurs : 32 204 Arbitrage : Silviu Petrescu |

| 31 octobre 2013 | Dynamo de Houston                                    | 3 - 0 | Impact de Montréal                               |                                                                            |                                                                            |
| 20:30 UTC-5     | Bruin 16e · Boniek Garcia 27e · Bruin 72e · Ashe 89e |       | 35e Rivas · 70e Rivas · 89e Romero · 89e Di Vaio | BBVA Compass Stadium, Houston Spectateurs : 10 476 Arbitrage : Mark Geiger | BBVA Compass Stadium, Houston Spectateurs : 10 476 Arbitrage : Mark Geiger |
| 20:30 UTC-5     | Rapport                                              |       |                                                  | BBVA Compass Stadium, Houston Spectateurs : 10 476 Arbitrage : Mark Geiger | BBVA Compass Stadium, Houston Spectateurs : 10 476 Arbitrage : Mark Geiger |

#### Demi-finales de conférence

##### Est
| 2 novembre 2013 | Revolution de la Nouvelle-Angleterre                                          | 2 - 1 | Sporting de Kansas City                             |                                                                             |                                                                             |
| 20:00 UTC-4     | Dorman 55e · Rowe 67e · Imbongo 69e · Nguyen 84e · Soares 90e · Barrett 90+2e |       | 53e Sinovic · 69e Collin · 71e Bunbury · 76e Collin | Gillette Stadium, Foxborough Spectateurs : 15 164 Arbitrage : Ismail Elfath | Gillette Stadium, Foxborough Spectateurs : 15 164 Arbitrage : Ismail Elfath |
| 20:00 UTC-4     | Rapport                                                                       |       |                                                     | Gillette Stadium, Foxborough Spectateurs : 15 164 Arbitrage : Ismail Elfath | Gillette Stadium, Foxborough Spectateurs : 15 164 Arbitrage : Ismail Elfath |

| 6 novembre 2013 | Sporting de Kansas City                            | 3 - 1 a. p. | Revolution de la Nouvelle-Angleterre    |                                                                         |                                                                         |
| 20:00 UTC-6     | Myers 19e · Collin 41e · Sinovic 79e · Bieler 113e |             | 19e Barnes · 70e Imbongo · 88e Caldwell | Sporting Park, Kansas City Spectateurs : 19 031 Arbitrage : Mark Geiger | Sporting Park, Kansas City Spectateurs : 19 031 Arbitrage : Mark Geiger |
| 20:00 UTC-6     | Rapport                                            |             |                                         | Sporting Park, Kansas City Spectateurs : 19 031 Arbitrage : Mark Geiger | Sporting Park, Kansas City Spectateurs : 19 031 Arbitrage : Mark Geiger |

Le Sporting Kansas City l'emporte par un score cumulé de 4-3.
| 3 novembre 2013 | Dynamo de Houston                       | 2 - 2 | Red Bulls de New York                                                                       |                                                                                |                                                                                |
| 15:30 UTC-5     | Clark 51e · García 62e · Cummings 90+2e |       | 22e Cahill · 32e Alexander · 36e Steele · 54e Henry · 65e Olave · 84e Cahill · 84e Barklage | BBVA Compass Stadium, Houston Spectateurs : 20 626 Arbitrage : Ricardo Salazar | BBVA Compass Stadium, Houston Spectateurs : 20 626 Arbitrage : Ricardo Salazar |
| 15:30 UTC-5     | Rapport                                 |       |                                                                                             | BBVA Compass Stadium, Houston Spectateurs : 20 626 Arbitrage : Ricardo Salazar | BBVA Compass Stadium, Houston Spectateurs : 20 626 Arbitrage : Ricardo Salazar |

| 6 novembre 2013 | Red Bulls de New York              | 1 - 2 a.p. | Dynamo de Houston                    |                                                                           |                                                                           |
| 20:00 UTC-5     | Wright-Phillips 23e · Barklage 25e |            | 36e Davis · 93e Ashe · 104e Cummings | Red Bull Arena, Harrison Spectateurs : 22 264 Arbitrage : Silviu Petrescu | Red Bull Arena, Harrison Spectateurs : 22 264 Arbitrage : Silviu Petrescu |
| 20:00 UTC-5     | Rapport                            |            |                                      | Red Bull Arena, Harrison Spectateurs : 22 264 Arbitrage : Silviu Petrescu | Red Bull Arena, Harrison Spectateurs : 22 264 Arbitrage : Silviu Petrescu |

Le Houston Dynamo l'emporte par un score cumulé de 4-3.

##### Ouest
| 2 novembre 2013 | Seattle Sounders FC     | 1 - 2 | Timbers de Portland                                  |                                                                              |                                                                              |
| 19:00 UTC-7     | Neagle 47e · Alonso 90e |       | 15e Johnson · 44e Wallace · 67e Nagbe · 84e Zemanski | CenturyLink Field, Seattle Spectateurs : 38 507 Arbitrage : Baldomero Toledo | CenturyLink Field, Seattle Spectateurs : 38 507 Arbitrage : Baldomero Toledo |
| 19:00 UTC-7     | Rapport                 |       |                                                      | CenturyLink Field, Seattle Spectateurs : 38 507 Arbitrage : Baldomero Toledo | CenturyLink Field, Seattle Spectateurs : 38 507 Arbitrage : Baldomero Toledo |

| 7 novembre 2013 | Timbers de Portland                                           | 3 - 2 | Seattle Sounders FC                                   |                                                                           |                                                                           |
| 20:00 UTC-7     | Kah 26e · W. Johnson 29e · Valeri 44e · Danso 47e · Chara 53e |       | 40e Burch · 49e Dempsey · 74e Yedlin · 76e E. Johnson | Jeld-Wen Field, Portland Spectateurs : 20 674 Arbitrage : Hilario Grajeda | Jeld-Wen Field, Portland Spectateurs : 20 674 Arbitrage : Hilario Grajeda |
| 20:00 UTC-7     | Rapport                                                       |       |                                                       | Jeld-Wen Field, Portland Spectateurs : 20 674 Arbitrage : Hilario Grajeda | Jeld-Wen Field, Portland Spectateurs : 20 674 Arbitrage : Hilario Grajeda |

Les Portland Timbers l'emporte par un score cumulé de 5-3.
| 7 novembre 2013 | Real Salt Lake                                              | 2 - 0 a. p. | Galaxy de Los Angeles |                                                                            |                                                                            |
| 19:00 UTC-7     | Velásquez 35e · Saborío 69e · Stephenson 97e · Schuler 102e |             |                       | Rio Tinto Stadium, Sandy Spectateurs : 19 042 Arbitrage : Baldomero Toledo | Rio Tinto Stadium, Sandy Spectateurs : 19 042 Arbitrage : Baldomero Toledo |
| 19:00 UTC-7     | Rapport                                                     |             |                       | Rio Tinto Stadium, Sandy Spectateurs : 19 042 Arbitrage : Baldomero Toledo | Rio Tinto Stadium, Sandy Spectateurs : 19 042 Arbitrage : Baldomero Toledo |

Le Real Salt Lake l'emporte par un score cumulé de 2-1.

#### Finales de conférence

##### Est
| 9 novembre 2013 | Dynamo de Houston | 0 - 0 | Sporting de Kansas City |                                                                            |                                                                            |
| 13:30 UTC-6     |                   |       | 53e Collin              | BBVA Compass Stadium, Houston Spectateurs : 22 107 Arbitrage : Kevin Stott | BBVA Compass Stadium, Houston Spectateurs : 22 107 Arbitrage : Kevin Stott |
| 13:30 UTC-6     | Rapport           |       |                         | BBVA Compass Stadium, Houston Spectateurs : 22 107 Arbitrage : Kevin Stott | BBVA Compass Stadium, Houston Spectateurs : 22 107 Arbitrage : Kevin Stott |

| 23 novembre 2013 | Sporting de Kansas City     | 2 - 1 | Dynamo de Houston                                  |                                                                              |                                                                              |
| 18:30 UTC-6      | C.J. Sapong 14e · Dwyer 63e |       | 3e Boniek García · 37e Boniek García · 85e Brunner | Sporting Park, Kansas City Spectateurs : 21 650 Arbitrage : Baldomero Toledo | Sporting Park, Kansas City Spectateurs : 21 650 Arbitrage : Baldomero Toledo |
| 18:30 UTC-6      | Rapport                     |       |                                                    | Sporting Park, Kansas City Spectateurs : 21 650 Arbitrage : Baldomero Toledo | Sporting Park, Kansas City Spectateurs : 21 650 Arbitrage : Baldomero Toledo |

Le Sporting Kansas City l'emporte par un score cumulé de 2-1.

##### Ouest
| 10 novembre 2013 | Real Salt Lake                                         | 4 - 2 | Timbers de Portland                             |                                                                             |                                                                             |
| 21:00 UTC-7      | Schuler 35e · Findley 41e · Sandoval 48e · Morales 82e |       | 14e W. Johnson · 90e Valencia · 90+4e Piquionne | Rio Tinto Stadium, Sandy Spectateurs : 17 333 Arbitrage : Armando Villareal | Rio Tinto Stadium, Sandy Spectateurs : 17 333 Arbitrage : Armando Villareal |
| 21:00 UTC-7      | Rapport                                                |       |                                                 | Rio Tinto Stadium, Sandy Spectateurs : 17 333 Arbitrage : Armando Villareal | Rio Tinto Stadium, Sandy Spectateurs : 17 333 Arbitrage : Armando Villareal |

| 24 novembre 2013 | Timbers de Portland | 0 - 1 | Real Salt Lake                                       |                                                                       |                                                                       |
| 18:00 UTC-8      | Kah 85e             |       | 7e Palmer · 29e Findley · 55e Schuler · 84e Sandoval | Jeld-Wen Field, Portland Spectateurs : 20 674 Arbitrage : Mark Geiger | Jeld-Wen Field, Portland Spectateurs : 20 674 Arbitrage : Mark Geiger |
| 18:00 UTC-8      | Rapport             |       |                                                      | Jeld-Wen Field, Portland Spectateurs : 20 674 Arbitrage : Mark Geiger | Jeld-Wen Field, Portland Spectateurs : 20 674 Arbitrage : Mark Geiger |

Le Real Salt Lake l'emporte par un score cumulé de 5-2.

#### Finale de la MLS 2013
| 7 décembre 2013 | Sporting de Kansas City                                                                  | 1 - 1 a. p.       | Real Salt Lake                                                                                       | Sporting Park, Kansas City                       |                                                  |
| 15:00 UTC-6     | Collin 35e · Collin 76e · Feilhaber 103e                                                 |                   | 24e Wingert · 44e Saborío · 52e Saborío · 100e Beckerman                                             | Spectateurs : 21 650 Arbitrage : Hilario Grajeda | Spectateurs : 21 650 Arbitrage : Hilario Grajeda |
| 15:00 UTC-6     | Rapport                                                                                  |                   | | Spectateurs : 21 650 Arbitrage : Hilario Grajeda | Spectateurs : 21 650 Arbitrage : Hilario Grajeda |
| 15:00 UTC-6     | Bieler · Nagamura · Besler · Feilhaber · Zusi · Sinovic · Sapong · Olum · Myers · Collin | Tirs au but 7 - 6 | Saborío · Grabavoy · Beckerman · Plata · Morales · Schuler · Beltran · Velásquez · Borchers · Palmer | Spectateurs : 21 650 Arbitrage : Hilario Grajeda | Spectateurs : 21 650 Arbitrage : Hilario Grajeda |

## Statistiques individuelles
| Rang | Joueur            | Club                                 | Buts | Passes | Minutes |
| ---- | ----------------- | ------------------------------------ | ---- | ------ | ------- |
| 1    | Camilo            | Whitecaps de Vancouver               | 22   | 6      | 2418    |
| 2    | Mike Magee        | Fire de Chicago                      | 21   | 4      | 2793    |
| 3    | Marco Di Vaio     | Impact de Montréal                   | 20   | 2      | 2746    |
| 4    | Robbie Keane      | Galaxy de Los Angeles                | 16   | 11     | 1980    |
| 5    | Diego Fagúndez    | Revolution de la Nouvelle-Angleterre | 13   | 7      | 2427    |
| 6    | Dominic Oduro     | Crew de Columbus                     | 13   | 4      | 2854    |
| 7    | Álvaro Saborío    | Real Salt Lake                       | 12   | 2      | 1346    |
| 8    | Jack McInerney    | Union de Philadelphie                | 12   | 0      | 2209    |
| 9    | Federico Higuain  | Crew de Columbus                     | 11   | 9      | 2592    |
| 10   | Tim Cahill        | Red Bulls de New York                | 11   | 5      | 2243    |
| 11   | Blas Pérez        | FC Dallas                            | 11   | 3      | 2019    |
| 12   | Chris Wondolowski | Earthquakes de San José              | 11   | 3      | 2610    |

| Rang | Joueur            | Club                   | Passes |
| ---- | ----------------- | ---------------------- | ------ |
| 1    | Diego Valeri      | Timbers de Portland    | 13     |
| 2    | Sébastien Le Toux | Union de Philadelphie  | 12     |
| 3    | Robbie Keane      | Galaxy de Los Angeles  | 11     |
| 4    | Javier Morales    | Real Salt Lake         | 10     |
| 5    | Brad Davis        | Dynamo de Houston      | 9      |
| 5    | David Ferreira    | FC Dallas              | 9      |
| 5    | Federico Higuain  | Crew de Columbus       | 9      |
| 5    | Landon Donovan    | Galaxy de Los Angeles  | 9      |
| 5    | Russell Teibert   | Vancouver Whitecaps FC | 9      |
| 5    | Thierry Henry     | Red Bulls de New York  | 9      |

### Meilleurs gardiens
Il faut avoir joué 1000 minutes pour être classé.
Source : MLS
| Rang | Gardien            | Club                                 | BE/M | AR  | BC | Min  | J  | CS |
| ---- | ------------------ | ------------------------------------ | ---- | --- | -- | ---- | -- | -- |
| 1    | Jimmy Nielsen      | Sporting de Kansas City              | 0.88 | 68  | 30 | 3060 | 34 | 13 |
| 2    | Donovan Ricketts   | Timbers de Portland                  | 0.97 | 92  | 31 | 2880 | 32 | 14 |
| 3    | Nick Rimando       | Real Salt Lake                       | 1.04 | 82  | 28 | 2430 | 27 | 9  |
| 4    | Clint Irwin        | Rapids du Colorado                   | 1.10 | 89  | 34 | 2790 | 31 | 10 |
| 5    | Bobby Shuttleworth | Revolution de la Nouvelle-Angleterre | 1.18 | 63  | 26 | 1960 | 22 | 9  |
| 6    | Tally Hall         | Dynamo de Houston                    | 1.21 | 95  | 41 | 3060 | 34 | 9  |
| 6    | Luis Robles        | Red Bulls de New York                | 1.21 | 103 | 41 | 3060 | 34 | 11 |
| 8    | David Ousted       | Whitecaps de Vancouver               | 1.23 | 37  | 16 | 1170 | 13 | 4  |
| 9    | Jon Busch          | Earthquakes de San José              | 1.24 | 101 | 41 | 2970 | 33 | 9  |
| 10   | Michael Gspurning  | Sounders FC de Seattle               | 1.27 | 76  | 35 | 2475 | 28 | 10 |

## Récompenses individuelles

### Récompenses annuelles
| Trophée                            | Joueur             | Club                                 |
| ---------------------------------- | ------------------ | ------------------------------------ |
| Meilleur joueur (saison régulière) | Mike Magee         | Fire de Chicago                      |
| Meilleur joueur (finale MLS)       | Aurélien Collin    | Sporting de Kansas City              |
| Meilleur buteur                    | Camilo             | Whitecaps de Vancouver               |
| Meilleur défenseur                 | José Gonçalves     | Revolution de la Nouvelle-Angleterre |
| Meilleur gardien                   | Donovan Ricketts   | Timbers de Portland                  |
| Meilleur rookie                    | Dillon Powers      | Rapids du Colorado                   |
| Meilleur entraîneur                | Caleb Porter       | Timbers de Portland                  |
| Meilleur come-back                 | Kevin Alston       | Revolution de la Nouvelle-Angleterre |
| Meilleur nouveau venu              | Diego Valeri       | Timbers de Portland                  |
| Meilleur arbitre                   | Hilario Grajeda    |                                      |
| Meilleur arbitre assistant         | Kermit Quisenberry |                                      |
| Meilleur but                       | Camilo             | Whitecaps de Vancouver               |
| Meilleur arrêt                     | Nick Rimando       | Real Salt Lake                       |
| Trophée du fair-play (joueur)      | Darlington Nagbe   | Timbers de Portland                  |
| Trophée du fair-play (équipe)      |                    | Galaxy de Los Angeles                |
| Action humanitaire de l'année      | Matt Reis          | Revolution de la Nouvelle-Angleterre |

### Récompenses mensuelles

#### Joueur du mois
| Mois      |                 |                        |         |
| Mois      | Joueur          | Club                   | Lien    |
| --------- | --------------- | ---------------------- | ------- |
| Mars      | Mike Magee      | Galaxy de Los Angeles  | 5B      |
| Avril     | Jack McInerney  | Union de Philadelphie  | 4B      |
| Mai       | Jack McInerney  | Union de Philadelphie  | 3B      |
| Juin      | Mike Magee      | Fire de Chicago        | 4B 1P   |
| Juillet   | Camilo Sanvezzo | Whitecaps de Vancouver | 4B      |
| Août      | Robbie Keane    | Galaxy de Los Angeles  | 5B 2P   |
| Septembre | Dominic Oduro   | Crew de Columbus       | 3BV, 2P |
| Octobre   | Camilo Sanvezzo | Whitecaps de Vancouver | 6B 1P   |

B=Buts ; BV=But Vainqueur; P=Passes

#### Action humanitaire du mois
| Mois      |                     |                         |                        |
| Mois      | Joueur              | Club                    | Lien                   |
| --------- | ------------------- | ----------------------- | ---------------------- |
| Mars      | Jeb Brovsky         | Impact de Montréal      | March humanitarian     |
| Avril     | Calen Carr          | Dynamo de Houston       | April humanitarian     |
| Mai       | Timbers de Portland | Timbers de Portland     | May humanitarian       |
| Juin      | Jon Busch           | Earthquakes de San José | June humanitarian      |
| Juillet   | Gonzalo Segares     | Fire de Chicago         | July humanitarian      |
| Août      | Lamar Neagle        | Sounders FC de Seattle  | August humanitarian    |
| Septembre | Matt Lampson        | Crew de Columbus        | September humanitarian |
| Octobre   | Dwayne De Rosario   | D.C. United             | October humanitarian   |

### Récompenses hebdomadaires

#### Joueur de la semaine
| Semaine    | Joueur          | Équipe                               | Lien        |
| ---------- | --------------- | ------------------------------------ | ----------- |
| Semaine 1  | Mike Magee      | Galaxy de Los Angeles                | 3B          |
| Semaine 2  | Robert Earnshaw | Toronto FC                           | 2B          |
| Semaine 3  | Bill Hamid      | D.C. United                          | CS, 7A      |
| Semaine 4  | Juan Agudelo    | Chivas USA                           | 1B 1P       |
| Semaine 5  | Will Johnson    | Timbers de Portland                  | 2B          |
| Semaine 6  | Ryan Johnson    | Timbers de Portland                  | 2B          |
| Semaine 7  | Brad Davis      | Dynamo de Houston                    | BV, 1P      |
| Semaine 8  | Jack McInerney  | Union de Philadelphie                | 2B          |
| Semaine 9  | Tim Cahill      | Red Bulls de New York                | 2B dont BV  |
| Semaine 10 | Graham Zusi     | Sporting de Kansas City              | 1B 1P       |
| Semaine 11 | Will Bruin      | Dynamo de Houston                    | 2B 2P       |
| Semaine 12 | Eddie Johnson   | Sounders FC de Seattle               | 2B          |
| Semaine 13 | Marco Di Vaio   | Impact de Montréal                   | 3B          |
| Semaine 14 | Diego Fagúndez  | Revolution de la Nouvelle-Angleterre | 1B 2P       |
| Semaine 15 | Olmes García    | Real Salt Lake                       | 2B          |
| Semaine 16 | Kenny Miller    | Whitecaps de Vancouver               | 2B          |
| Semaine 17 | Camilo Sanvezzo | Whitecaps de Vancouver               | 2B 1P       |
| Semaine 18 | Alan Gordon     | Earthquakes de San José              | 2B dont BV  |
| Semaine 19 | Brad Knighton   | Whitecaps de Vancouver               | CS, 7A      |
| Semaine 20 | Camilo Sanvezzo | Whitecaps de Vancouver               | 2B          |
| Semaine 21 | Chris Rolfe     | Fire de Chicago                      | 2B          |
| Semaine 22 | Álvaro Saborío  | Real Salt Lake                       | 3B          |
| Semaine 23 | Lloyd Sam       | Red Bulls de New York                | 1B, 1P      |
| Semaine 24 | Landon Donovan  | Galaxy de Los Angeles                | 3B          |
| Semaine 25 | Robbie Keane    | Galaxy de Los Angeles                | 3B          |
| Semaine 26 | Kelyn Rowe      | Revolution de la Nouvelle-Angleterre | 2B          |
| Semaine 27 | Robbie Keane    | Galaxy de Los Angeles                | 2B 1P       |
| Semaine 28 | Marco Di Vaio   | Impact de Montréal                   | 2B          |
| Semaine 29 | Obafemi Martins | Sounders FC de Seattle               | BV, 1P      |
| Semaine 30 | Steven Lenhart  | Earthquakes de San José              | 2B dont 1BV |
| Semaine 31 | Dominic Oduro   | Earthquakes de San José              | BV, 1P      |
| Semaine 32 | Camilo Sanvezzo | Whitecaps de Vancouver               | 2B          |
| Semaine 33 | Kekuta Manneh   | Whitecaps de Vancouver               | 3B          |
| Semaine 34 | Gabriel Torres  | Rapids du Colorado                   | 2B dont BV  |
| Semaine 35 | Camilo Sanvezzo | Whitecaps de Vancouver               | 3B          |

B=Buts; BV=But Vainqueur; P=Passes; CS=Clean sheets ; A= Arrêts

#### But de la semaine
Source : MLS Goal of the Week 2013
| Semaine    | Joueur            | Équipe                               |
| ---------- | ----------------- | ------------------------------------ |
| Semaine 1  | Diego Valeri      | Timbers de Portland                  |
| Semaine 2  | Daigo Kobayashi   | Whitecaps de Vancouver               |
| Semaine 3  | Rodney Wallace    | Timbers de Portland                  |
| Semaine 4  | Chris Wondolowski | Earthquakes de San José              |
| Semaine 5  | Thierry Henry     | Red Bulls de New York                |
| Semaine 6  | Ryan Johnson      | Timbers de Portland                  |
| Semaine 7  | Will Johnson      | Timbers de Portland                  |
| Semaine 8  | Javier Morales    | Real Salt Lake                       |
| Semaine 9  | Jonathan Osorio   | Toronto FC                           |
| Semaine 10 | Luis Gil          | Real Salt Lake                       |
| Semaine 11 | Thierry Henry     | Red Bulls de New York                |
| Semaine 12 | Michel Garbini    | FC Dallas                            |
| Semaine 13 | Rodney Wallace    | Timbers de Portland                  |
| Semaine 14 | Robbie Findley    | Real Salt Lake                       |
| Semaine 15 | Diego Valeri      | Timbers de Portland                  |
| Semaine 16 | Darlington Nagbe  | Timbers de Portland                  |
| Semaine 17 | Will Johnson      | Timbers de Portland                  |
| Semaine 18 | Yordany Álvarez   | Real Salt Lake                       |
| Semaine 19 | Graham Zusi       | Sporting de Kansas City              |
| Semaine 20 | Javier Morales    | Real Salt Lake                       |
| Semaine 21 | DeAndre Yedlin    | Sounders FC de Seattle               |
| Semaine 22 | Álvaro Saborío    | Real Salt Lake                       |
| Semaine 23 | Cam Weaver        | Dynamo de Houston                    |
| Semaine 24 | Federico Higuaín  | Crew de Columbus                     |
| Semaine 25 | Giles Barnes      | Dynamo de Houston                    |
| Semaine 26 | Kelyn Rowe        | Revolution de la Nouvelle-Angleterre |
| Semaine 27 | Javier Morales    | Real Salt Lake                       |
| Semaine 28 | Kalif Alhassan    | Timbers de Portland                  |
| Semaine 29 | Obafemi Martins   | Sounders FC de Seattle               |
| Semaine 30 | Diego Valeri      | Timbers de Portland                  |
| Semaine 31 | Jared Jeffrey     | D.C. United                          |
| Semaine 32 | Camilo Sanvezzo   | Whitecaps de Vancouver               |
| Semaine 33 | Kalif Alhassan    | Timbers de Portland                  |
| Semaine 34 | Tim Cahill        | Red Bulls de New York                |
| Semaine 35 | Diego Valeri      | Timbers de Portland                  |

#### Arrêt de la semaine
Source : MLS Save of the Week 2013
| Semaine    | Joueur            | Équipe                 |
| ---------- | ----------------- | ---------------------- |
| Semaine 1  | Bill Hamid        | D.C. United            |
| Semaine 2  | Donovan Ricketts  | Timbers de Portland    |
| Semaine 3  | Troy Perkins      | Impact de Montréal     |
| Semaine 4  | Nat Borchers      | Real Salt Lake         |
| Semaine 5  | Donovan Ricketts  | Timbers de Portland    |
| Semaine 6  | Clint Irwin       | Rapids du Colorado     |
| Semaine 7  | Nick Rimando      | Real Salt Lake         |
| Semaine 8  | Donovan Ricketts  | Timbers de Portland    |
| Semaine 9  | Donovan Ricketts  | Timbers de Portland    |
| Semaine 10 | Donovan Ricketts  | Timbers de Portland    |
| Semaine 11 | Kofi Sarkodie     | Dynamo de Houston      |
| Semaine 12 | Nick Rimando      | Real Salt Lake         |
| Semaine 13 | Raúl Fernández    | FC Dallas              |
| Semaine 14 | Nick Rimando      | Real Salt Lake         |
| Semaine 15 | Nick Rimando      | Real Salt Lake         |
| Semaine 16 | Donovan Ricketts  | Timbers de Portland    |
| Semaine 17 | Luis Robles       | Red Bulls de New York  |
| Semaine 18 | Nick Rimando      | Real Salt Lake         |
| Semaine 19 | Raúl Fernández    | FC Dallas              |
| Semaine 20 | Jeff Attinella    | Real Salt Lake         |
| Semaine 21 | Donovan Ricketts  | Timbers de Portland    |
| Semaine 22 | Donovan Ricketts  | Timbers de Portland    |
| Semaine 23 | Nick Rimando      | Real Salt Lake         |
| Semaine 24 | Marcus Hahnemann  | Sounders FC de Seattle |
| Semaine 25 | Chris Wingert     | Real Salt Lake         |
| Semaine 26 | Jaime Penedo      | Galaxy de Los Angeles  |
| Semaine 27 | Michael Gspurning | Sounders FC de Seattle |
| Semaine 28 | Kalif Alhassan    | Timbers de Portland    |
| Semaine 29 | Raúl Fernández    | FC Dallas              |
| Semaine 30 | Nick Rimando      | Real Salt Lake         |
| Semaine 31 | Jaime Penedo      | Galaxy de Los Angeles  |
| Semaine 32 | Donovan Ricketts  | Timbers de Portland    |
| Semaine 33 | Donovan Ricketts  | Timbers de Portland    |
| Semaine 34 | Nick Rimando      | Real Salt Lake         |
| Semaine 35 | Nick Rimando      | Real Salt Lake         |

## Bilan
| Major League Soccer 2013                                           |                                      |
| Champion                                                           | Sporting de Kansas City (2e titre)   |
| Play-offs (équipes qualifiées pour les demi-finales de conférence) | Red Bulls de New York                |
| Play-offs (équipes qualifiées pour les demi-finales de conférence) | Sporting de Kansas City              |
| Play-offs (équipes qualifiées pour les demi-finales de conférence) | Timbers de Portland                  |
| Play-offs (équipes qualifiées pour les demi-finales de conférence) | Real Salt Lake                       |
| Play-offs (équipes qualifiées pour les demi-finales de conférence) | Galaxy de Los Angeles                |
| Play-offs (équipes qualifiées pour les demi-finales de conférence) | Sounders FC de Seattle               |
| Play-offs (équipes qualifiées pour les demi-finales de conférence) | Revolution de la Nouvelle-Angleterre |
| Play-offs (équipes qualifiées pour les demi-finales de conférence) | Dynamo de Houston                    |
| Coupes et trophées                                                 |                                      |
| Vainqueur de la Coupe des États-Unis 2013                          | D.C. United                          |
| Qualifications continentales                                       |                                      |
| Ligue des champions de la CONCACAF 2014-2015 (phase de groupe)     | Sporting de Kansas City              |
| Ligue des champions de la CONCACAF 2014-2015 (phase de groupe)     | Red Bulls de New York                |
| Ligue des champions de la CONCACAF 2014-2015 (phase de groupe)     | Timbers de Portland                  |
| Ligue des champions de la CONCACAF 2014-2015 (phase de groupe)     | D.C. United                          |